# Eastland County
Das Eastland County ist ein County im Bundesstaat Texas der Vereinigten Staaten. Das U.S. Census Bureau hat bei der Volkszählung 2020 eine Einwohnerzahl von 17.725 ermittelt. Der Sitz der Countyverwaltung (County Seat) befindet sich in Eastland.

## Geographie
Das County liegt etwa 50 km nördlich vom geographischen Zentrum von Texas und hat eine Fläche von 2414 Quadratkilometern, wovon 15 Quadratkilometer Wasserfläche sind. Es grenzt im Uhrzeigersinn an folgende Countys: Stephens County, Palo Pinto County, Erath County, Comanche County, Brown County und Callahan County.

## Geschichte
Eastland County wurde am 1. Februar 1858 aus Teilen des Bosque County, Coryell County und Travis County gebildet und die Verwaltungsorganisation am 2. Dezember 1873 abgeschlossen. Benannt wurde es nach William Mosby Eastland, einem Offizier und Texas Ranger während der texanischen Revolution. Nach einer fehlgeschlagenen Mission wurde er in Mexiko inhaftiert und 1843 hingerichtet.

## Demografische Daten

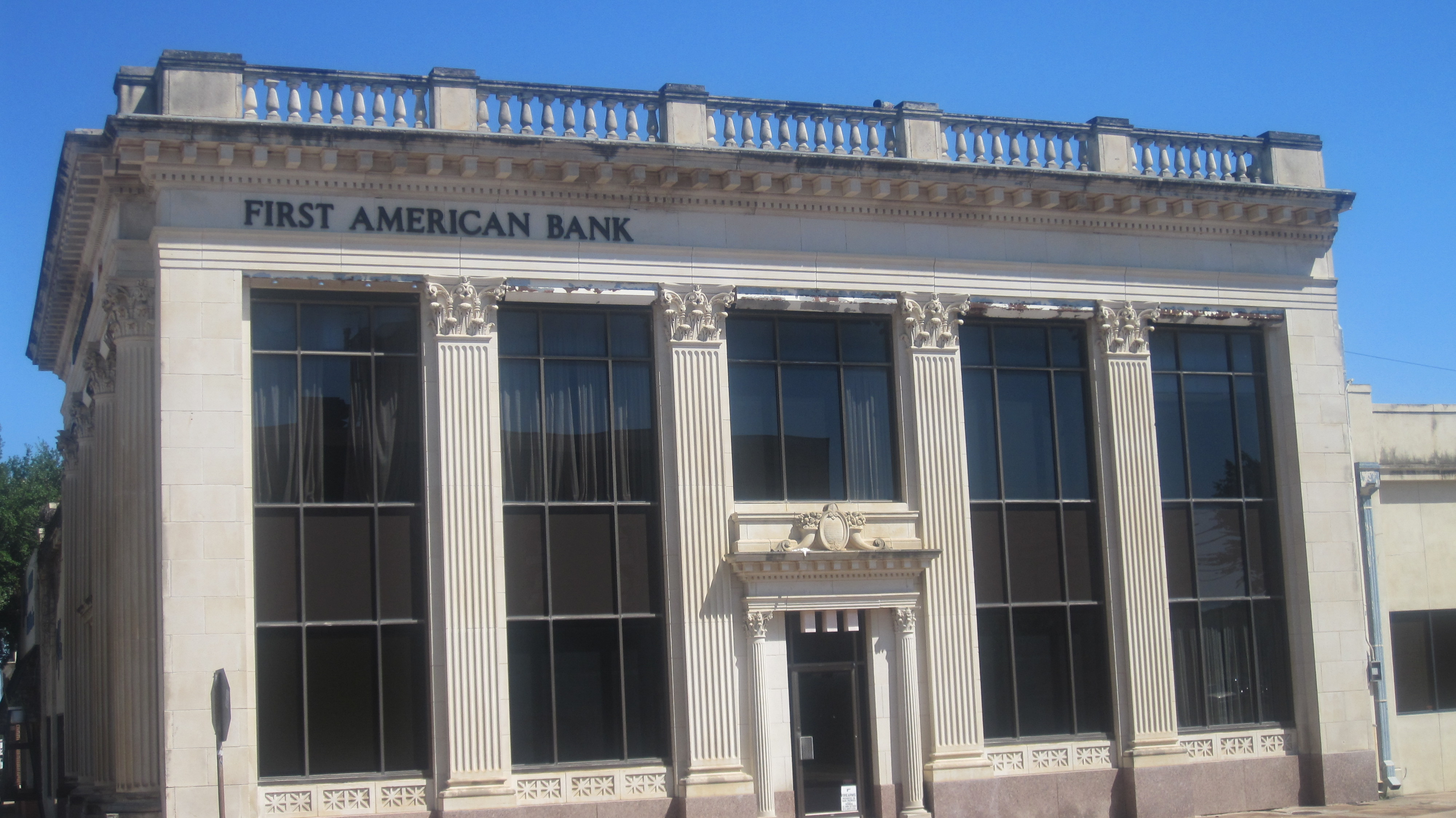
Die First American Bank in Ranger

Nach der Volkszählung im Jahr 2000 lebten im Eastland County 18.297 Menschen; es wurden 7.321 Haushalte und 5.036 Familien gezählt. Die Bevölkerungsdichte betrug 8 Einwohner pro Quadratkilometer. Ethnisch betrachtet setzte sich die Bevölkerung zusammen aus 91,03 Prozent Weißen, 2,18 Prozent Afroamerikanern, 0,48 Prozent amerikanischen Ureinwohnern, 0,21 Prozent Asiaten, 0,02 Prozent Bewohnern aus dem pazifischen Inselraum und 4,83 Prozent aus anderen ethnischen Gruppen; 1,25 Prozent stammten von zwei oder mehr Ethnien ab. 10,80 Prozent der Einwohner waren spanischer oder lateinamerikanischer Abstammung.
Von den 7.321 Haushalten hatten 27,7 Prozent Kinder oder Jugendliche, die mit ihnen zusammen lebten. 55,4 Prozent waren verheiratete, zusammenlebende Paare 9,5 Prozent waren allein erziehende Mütter und 31,2 Prozent waren keine Familien. 28,6 Prozent waren Singlehaushalte und in 16,2 Prozent lebten Menschen im Alter von 65 Jahren oder darüber. Die durchschnittliche Haushaltsgröße betrug 2,39 und die durchschnittliche Familiengröße betrug 2,93 Personen.
23,2 Prozent der Bevölkerung waren unter 18 Jahre alt, 9,8 Prozent zwischen 18 und 24, 22,3 Prozent zwischen 25 und 44, 23,9 Prozent zwischen 45 und 64 und 20,9 Prozent waren 65 Jahre alt oder älter. Das Medianalter betrug 41 Jahre. Auf 100 weibliche Personen kamen 94,1 männliche Personen und auf 100 Frauen im Alter von 18 Jahren oder darüber kamen 90,6 Männer.
Das jährliche Durchschnittseinkommen eines Haushalts betrug 26.832 USD, das Durchschnittseinkommen einer Familie betrug 33.562 USD. Männer hatten ein Durchschnittseinkommen von 25.598 USD, Frauen 17.112 USD. Das Prokopfeinkommen betrug 14.870 USD. 12,1 Prozent der Familien und 16,8 Prozent der Einwohner lebten unterhalb der Armutsgrenze.

## Orte im County
- Branton
- Carbon
- Chuckville
- Cisco
- Desdemona
- Dothan
- Eastland
- Gorman
- Kokomo
- Mangum
- Morton Valley
- Nimrod
- Olden
- Pioneer
- Pleasant Hill
- Punkin Center
- Ranger
- Rising Star
- Romney
- Sabanno
- Scranton
- Staff
- Tiffin